# 顾元庆
顾元庆（1487年—1565年），字大有，长洲（江苏吴县）人。

## 生平
出生於埭川顾氏，世居黄埭，为当地望族。父顾岩入赘阳山李氏。家居大石山左麓，顾元庆是顾岩的第二子，兄弟多行商，唯元庆独以图书自娱。早年师事南濠都穆，好飲茶，不喜科舉，好吟咏，学者称大石先生。藏書逾萬卷，亦雅好刻書，择其善本梓行，刊有《文房小說》四十二種及《明朝四十家小说》。明人袁襞合辑《顾氏文房小说》和《顾氏明朝四十家小说》，成《四十家小说》、《后四十家小说》。该书的流传为后世小说研究提供丰富的素材。著又《文房清事》一卷，《十友图赞》一卷，《茶谱》一卷，刻入《格致丛书》。嘉靖四十四年（1565年）卒，葬吴县阳山石坞。有子五人，分别顧诰、顧谏、顧議、顧谡、顧骞。